# Zelftherapie
Zelftherapie of begeleide zelfhulp is het zelfstandig bevorderen van geestelijke gezondheid of emotioneel welzijn, maar - in tegenstelling tot zelfhulp - onder toezicht van een therapeut. 
Zelftherapie zet zelfhulpstrategieën in met enige vorm van professionele begeleiding. Zelftherapie kan verschillende vormen aannemen, waaronder zelf leren, meditatie, mindfulness, het lezen van zelfhulpboeken, het volgen van online cursussen, en het beoefenen van aangeleerde ontspanningstechnieken. Zelftherapie wordt vaak gezien als een aanvullende aanpak of een eerste stap in het omgaan met lichte tot matige psychologische problemen.

## Achtergrond
De praktijk van zelftherapie is geworteld in de overtuiging dat individuen in staat zijn om persoonlijke groei en heling te bewerkstelligen door zelfreflectie, zelfeducatie en de toepassing van zelfhulpstrategieën. Deze benadering wordt ondersteund door onderzoek dat de effectiviteit van bepaalde zelfhulpmethoden aantoont voor het beheersen van stress, angst, en depressie. Deze benadering wordt gekozen vanwege de lagere kosten, gemakkelijkere toegang en omdat het minder stigmatiserend is in vergelijking met andere therapievormen.

## Methoden van zelftherapie
Zelftherapie kan verschillende methoden omvatten, waaronder:
- Zelfhulpboeken: Boeken die gericht zijn op persoonlijke ontwikkeling en het overwinnen van psychologische uitdagingen.
- Online cursussen en workshops: Zelf leren programma's die individuen leren hoe ze hun eigen psychologische problemen kunnen aanpakken.
- Meditatie en mindfulness: Praktijken die gericht zijn op het verbeteren van het bewustzijn van het huidige moment en het verminderen van stress.
- Dagboekschrijven: Een methode om gedachten en gevoelens uit te drukken, wat kan leiden tot inzichten en emotionele ontlading.

## Voordelen en beperkingen
Zelftherapie biedt verschillende voordelen, waaronder toegankelijkheid, kosteneffectiviteit, en de mogelijkheid voor individuen om hun eigen helingsproces te sturen. Echter, zelftherapie heeft ook beperkingen en is niet geschikt voor iedereen of voor alle soorten psychologische problemen. Ernstige psychische aandoeningen vereisen intensieve professionele hulp.